# Arthropoma
Arthropoma is een mosdiertjesgeslacht uit de  familie van de Lacernidae en de orde Cheilostomatida. De wetenschappelijke naam ervan werd in 1909 voor het eerst geldig gepubliceerd door Levinsen.

## Soorten
- Arthropoma cecilii (Audouin, 1826)
- Arthropoma harmelini Dick & Grischenko, 2016
- Arthropoma inarmata Gontar, 1993
- Arthropoma lioneli Florence, 2016
- Arthropoma magniporosum Min, Seo, Grischenko, Lee & Gordon, 2017
- Arthropoma minus Min, Seo, Grischenko, Lee & Gordon, 2017